# AGOVV in het seizoen 1969/70
Het seizoen 1969/1970 was het 16e jaar in het bestaan van de Apeldoornse betaaldvoetbalclub AGOVV. De club kwam uit in de Tweede divisie en eindigde daarin op de 15e plaats. Tevens deed de club mee aan het toernooi om de KNVB beker, hierin werd in de derde ronde verloren van DWS (1–4).

## Wedstrijdstatistieken

### Tweede divisie
|       | Baronie | SC Drente | EDO   | Eindhoven | Gooiland | Heerenveen | Hermes DVS | Limburgia | NOAD  | PEC   | RBC   | Roda JC | Velox | FC VVV | Wageningen | ZFC   |
| ----- | ------- | --------- | ----- | --------- | -------- | ---------- | ---------- | --------- | ----- | ----- | ----- | ------- | ----- | ------ | ---------- | ----- |
| Thuis | 1 – 0   | 1 – 0     | 2 – 0 | 2 – 2     | 2 – 2    | 1 – 0      | 0 – 2      | 0 – 1     | 0 – 4 | 2 – 2 | 0 – 2 | 0 – 1   | 0 – 1 | 2 – 2  | 0 – 1      | 1 – 3 |
| Uit   | 3 – 0   | 1 – 1     | 1 – 0 | 2 – 0     | 1 – 3    | 2 – 0      | 1 – 2      | 2 – 2     | 0 – 1 | 3 – 0 | 1 – 0 | 4 – 1   | 2 – 1 | 1 – 1  | 8 – 0      | 2 – 0 |

### KNVB Beker
| 1e ronde                                     | AGOVV                   | 1 – 0 (0 – 0) | Volendam                                                   |
| 19 oktober 1969 Plaats: Apeldoorn Berg & Bos | Jan Fiechter 87'        |               |                                                            |
| 2e ronde                                     | AGOVV                   | Vrijgeloot    |                                                            |
|                                              |                         |               |                                                            |
| 3e ronde                                     | AGOVV                   | 1 – 4 (0 – 2) | DWS                                                        |
| 12 april 1970 Plaats: Apeldoorn Berg & Bos   | Jan Fiechter 60' (pen.) |               | 2', 23' Finn Seemann 54' Klaas Nuninga 72' Chris Bachofner |

## Statistieken AGOVV 1969/1970

### Eindstand AGOVV in de Nederlandse Tweede divisie 1969 / 1970
| Stand | Gespeeld | Gewonnen | Gelijk | Verloren | Punten | Doelpunten voor | Doelpunten tegen |
| ----- | -------- | -------- | ------ | -------- | ------ | --------------- | ---------------- |
| 15e   | 32       | 7        | 7      | 18       | 21     | 26              | 57               |

### Topscorers
| #      | Naam              | Goal |
| ------ | ----------------- | ---- |
| 1.     | Arie Beekman      | 7    |
| 2.     | Leo van de Kraats | 6    |
| 3.     | Jan van Eijck     | 3    |
| 4.     | Jan Fiechter      | 2    |
| 4.     | Cas Looijen       | 2    |
| 4.     | Herman Tesselink  | 2    |
| 4.     | Jacques Wentink   | 2    |
| 8.     | Anton Kanselaar   | 1    |
| 8.     | Hans Wiedemeijer  | 1    |
| Totaal | Totaal            | 26   |

| #      | Naam         | Goal |
| ------ | ------------ | ---- |
| 1.     | Jan Fiechter | 2    |
| Totaal | Totaal       | 2    |

## Voetnoten
AGOVV · Baronie · SC Drente · EDO · Eindhoven · Gooiland · Heerenveen · Hermes DVS · Limburgia · NOAD · PEC · RBC · Roda JC · Velox · FC VVV · Wageningen · ZFC